# Platysenta viscosa
Platysenta viscosa is een vlinder uit de familie van de uilen (Noctuidae). De wetenschappelijke naam van de soort is voor het eerst geldig gepubliceerd in 1831 door  Freyer.